# Galinha Dorking

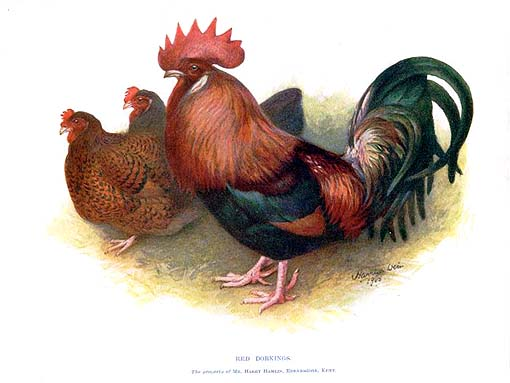
Um galo Dorking vermelho

A Dorking é uma raça britânica de frango doméstico. Seu nome vem da cidade de Dorking, em Surrey, no sul da Inglaterra. ‎Está entre as raças de frango britânicas mais antigas. Às vezes foi sugerido que deriva de galinhas de cinco dedos trazidas para a Grã-Bretanha pelos ‎‎romanos‎‎ no primeiro século d.C.‎